# Paraíso es tu memoria
Paraíso es tu memoria es la primera novela escrita por Rafael Tovar y de Teresa.

## Sinopsis
Tres generaciones de la familia De la Llave participan en esta saga donde Justo, su protagonista, retrata con nostalgia pero sin pesadumbre a una de las familias acaudaladas del porfiriato que, tras la caída de la dictadura, se ven obligados a dejar el país. Don Fernando De la Llave, su esposa Susana y sus hijos viven los males del exilio y la incertidumbre del retorno.
A su regreso, la familia De la Llave tiene su riqueza mermada, pero sus costumbres incólumes y sus recuerdos intactos. Las posibilidades de recuperar fortuna y privilegios no son para ellos ya algo factible, no saben cómo ni para qué. Quien había tenido la audacia de forjar los bienes familiares realizando las primeras grandes transacciones financieras del país, don Fernando, había regresado del exilio para ser sepultado en la cripta familiar del Panteón Español.
Esa cripta del Panteón Español de la Ciudad de México, representa el pasado, el presente y el futuro de la familia de la Llave. Para ellos, en su universo, estos tres tiempos son sólo uno. Todo lo presente tiene su referente directo y absoluto en el pasado, y el futuro no es más que la inercia del mismo.
Visitar a sus muertos en la cripta, ir a misa, pasar por la ventanilla del banco cada mes, y pelear por entrar cada mañana al único baño que queda en uso dentro de la casa, son las actividades ordinarias de Justo de la Llave. Las extraordinarias: compartir con su sobrino Santiago su pasión por la música en las salas de conciertos; y con la singular Chelín las pasiones de los hombres en los hoteles de paso.
Consuelo, quien tras dos desgracias personales decidió no ser consuelo de nadie y hacerse llamar Chelín, es la compleja y tormentosa mujer que logra colocar al predecible y obsesivo Justo frente al primer gran dilema de su vida: el matrimonio ¿Tendrá que casarse? ¿Aprender a trabajar? ¿Vivir en otra casa que no sea de la familia De la Llave?... ¡Lagarto!
Para huir o para resolver sus dudas, Justo tiene planeado un viaje a Europa para visitar a su hermana Elvira que vive en París. Acompañado de Santiago emprende una aventura propia de quien le teme a la vida misma. Entre excursiones, museos, música, prostitutas y un “gondolazo” en Venecia, Justo encuentra las respuestas en su memoria y en una carta de su madre. Santiago, tropieza con su vocación y el primer gran amor de su vida: Inés, quien años más tarde será la destinataria de una carta en la que a Santiago le corresponderá enfrentarse a sus propios conceptos del tiempo, la vida y la memoria.

## Comentario de Fernando del Paso sobre Paraíso es tu memoria
“La historia perfuma todas las páginas de esta novela. Un México desaparece y arrastra consigo los sueños de una burguesía dorada. En Paraíso es tu memoria los personajes, en medio de un torbellino transparente que parece moverse en cámara lenta, tratan de recobrar un tiempo lleno de promesas que presagiaba un futuro intocable. La ternura, la pasión, las pequeñas mezquindades cotidianas y la generosidad, aunadas a la adversidad y el desencanto, se proyectan en una memoria a la vez lúcida y enajenada, pero fiel a su esencia más íntima: la de una familia en la que todos se han distinguido siempre por su fina percepción musical, y que por ello no sólo vive sus recuerdos: también los escucha, les pone un ritmo y una armonía, los orquesta en contrapunto, los escribe en el pentagrama de sus cinco sentidos.”  Fernando del Paso.

## Época
La novela de Rafael Tovar y de Teresa no hace referencia a su trabajo público. A partir de una sección histórica, que sitúa en contexto, la narración se desenvuelve en torno al decadentismo finisecular y sobre todo a los años posteriores al exilio de Porfirio Díaz. (Teresa del Conde)

## Protagonistas
Justo de la Llave
Don Fernando de la Llave
Susana de la Llave
Edelmira Vázquez Sánchez

## Temática
Un universo que circunda a la familia De la Llave. Hombres y mujeres que sin compartir apellido forjan recuerdos: mayordomos, cocineras, choferes, perceptores y una nana que se gana el derecho a ser enterrada en la cripta familiar; personajes de la época como Ninón Sevilla, Nahui Olín, Pedro Infante y el Tigre de Santa Julia; y una serie de objetos que no sólo forman parte de un menaje doméstico, sino que al paso del tiempo dan desahogo económico a la familia De la Llave.
La familia De la Llave acepta con resignación lo que el destino y los acontecimientos políticos del país les depara, sin infiernos ni purgatorios, para ellos el paraíso es su memoria.
Sin excesos ni pretensiones, Paraíso es tu memoria, es una novela donde la música no es recurso sino protagonista; donde los lugares no son tramoya sino espacios que cobran vida; y sobre todo, donde el pasado no se lamenta sino se evoca.

## Reseña
En Paraíso es tu memoria los personajes se desenvuelven en el México de la bella epoqué, de casas enormes, casi palacios, con hermosas vajillas de porcelana, cubiertos de plata, colecciones de coches (landós, sedanes, el Benz que llegó primero a México, cupés, cabriolets), y muebles heredados. De recuerdos y añoranzas de esos paseos donde salían a visitarse y regodearse con las familias de la crema y nata de la Ciudad de México.
Son los habitantes de esas casas que tiempo después de pasada la Revolución Mexicana, de la incautación de bienes, recuerdan con gusto aquellos días y los anteriores y los posteriores. La familia de la Llave, y Justo, es el personaje central de donde parten una serie de historias detenidas en minucias de amores, tradiciones, secretos familiares, de tiempos breves que perduran en la memoria como asidero del porvenir. Costumbres que reflejan que aún pasados los años parecen moverse en un México que quisieran detener, al menos, las querencias entre las antiguas familias, sin encontrar una nueva condición social donde avenirse, después de haber sido de alcurnia.
El exilio para los niños de la Llave que van a París, luego a España, y más tarde a Nueva York, coincide con el de Porfirio Díaz. Así se embarcaron en la estación y viajaron a Veracruz. Obligados a cambiar su rutina, sus amistades y desde luego no dejan de añorar el país donde vivían con opulencia, fiel a su esencia íntima; la de Justo unido siempre a una percepción musical. De cada uno de los doce hijos se van conociendo pormenores, pero Justo el más pequeño es el guía de toda la novela.
Los desafortunados finales de los enamorados de Chelín, Consuelo Pérez Cuervo, otra familia porfiriana de abolengo, y la posibilidad de que ella, la joven encantadora que se convirtió en circunspecta y misteriosa dama, logre sacar de su soltería a Justo, quien tampoco se resigna a modificar sus hábitos, pues habíase criado con su nana Edelmira, a quien siempre recuerda mucho más que a su madre y el pensar en tal compromiso no es su destino final, aunque decide darle ese giro a su soltería. La nana Edelmira es confidente hasta de sus amores. Las relaciones entre los de la Llave y los Pérez Cuervo sólo podrían verse a través de la situación económica de las familias y Chelín era la llave que permitía ingresar a los bienes de Justo, según pensaba Rodrigo hermano de Chelín.
Las descripciones de las grandes fiestas, los viajes, quedaban en su memoria, no así la asistencia a los conciertos, que bien podrían prescindir de otras distracciones, menos de escuchar a sus músicos favoritos, Tchaikovsky, Chopin, y Bellas Artes es el lugar preferido para deleitarse escuchando la música de sus favoritos. Podrían ser llevados por el chofer o en un taxi, lo menos un autobús, a lo que debían aceptar ante las nueva cotidianidad de la Ciudad de México en los años sesenta.
Las conversaciones y recuerdos ataviados de nostalgia, mantienen a los actores principales erguidos frente a la realidad, de pérdida de patrimonios por las incautaciones sufridas y los malos manejos de los administradores. Optimistas ante el futuro. Sofía de la Llave de Moncada, había perdido a su esposo. Las relaciones entre la familia y el servicio eran vestigios de una compleja y arcaica vinculación que, a cambio de un trabajo leal, asumía la responsabilidad plena de la mayoría de sus necesidades cotidianas. Todos y cada uno de la servidumbre provenía de las haciendas propiedad de los de la Llave.
Para la familia De la Llave poseer un aguzado oído musical era un rasgo de identidad más evidente que una nariz aguileña o unos ojos grandes. Desde niños escuchaban música, manejaban con erudición la vida de los músicos clásicos. Su simpatía con Europa, especialmente Francia, les inspiraba la desgracia de la monarquía, sus muebles y todo eran franceses y especialmente su contacto cultural con Europa.
No era lo mismo para Pedro Morones, amigo de Nicolás De la Llave, quien había perdido gran parte de su fortuna en México en manos de los administradores, asiduo a bailes y fiestas, se divertía sin pensar en el futuro y aunque poco a poco fue perdiendo interés en la vida social. Pese a sus cuatro matrimonios, de los cuales uno a uno va describiendo el autor para dar cuenta del por qué al final de cuenta seguía viviendo sólo. Sus evocaciones sobre los tiempos mejores le acompañaban siempre, de aquellos días y los últimos momentos del general Díaz en París.
No menor la situación de Consuelo Pérez Cuervo, Chelín, quien por fin se decidía, después de tantas vueltas, a quitarle de su soltería a Justo. Viviendo en una casona de principios del mil novecientos, tan enorme, tan llena de espacios, y con una vida tan holgada, que el padre de ellos, don Roque, había rentado caballerizas en el Club Hípico Alemán, para los animales que había traído de Santa Rosa. Los paseos por Polanco y Chapultepec son muestra de un deporte que sólo practica la gente de dinero. La envidiable amistad entre Chelín y Nahui Ollin, luego de su ingreso a la Esmeralda sorprende, porque ambas son diametralmente opuestas en ideas y en estatus económico. (Gloria Tirado)

## Alusiones a personajes, lugares y hechos reales
La historia se desarrolla en el último periodo porfirista a finales del siglo XIX y principios del siglo XX, con el comienzo de los movimientos que desembocarían en la Revolución Mexicana. 
Porfirio Díaz Mori, presidente de México en un primer periodo en 1876; de 1877 a 1880 en un segundo periodo y, de 1884 a 1911.
Palacio de Bellas Artes, recinto al que acudían para disfrutar de los conciertos de ópera los protagonistas y la mayoría de las familias adineradas de la época. 